# 張筱雲
张筱云（Hsiao-yun Kleber-Chang，1960年6月2日—2007年12月27日），是一名曾经居住在德國慕尼黑的作家、翻译家，曾任歐洲華文作家協會副会长。

## 生平
1960年6月2日出生於台北，东吴大学德文系畢业、德國慕尼黑大學音乐学系肄業。曾任旅遊记者，文章散見國内外各大報。张筱云自幼习琴，定居德国慕尼黑近郊后，在当地教授钢琴，曾担任《德国侨报》主编、欧洲华文作家协会副会长、《中国时报》德国特约记者、《聯合報系欧洲日报》特约记者、中华网专栏作家、国语日报专栏作家。
著有(含译著)《乐迷赏乐-欧洲古典到近代音乐》、《法蘭茲的戀愛故事》、《消逝的德国人》 、《法蘭茲踢足球》等。